# Lubeník
Lubeník (in ungherese Lubény) è un comune della Slovacchia facente parte del distretto di Revúca, nella regione di Banská Bystrica.